# Villa Verde (Roma)
Villa Verde è una frazione di Roma Capitale (zona "O" 26), situata in zona Z. XVII Torre Gaia, nel territorio del Municipio Roma VI (ex Municipio Roma VIII).

## Geografia fisica

### Territorio
Si trova sul lato sud della via Casilina e a est della frazione di Villaggio Breda, lungo il percorso dell'antica via Labicana.

## Monumenti e luoghi d'interesse

### Architetture religiose
- Chiesa di San Bernardino da Siena, su via Degas. Chiesa del XX secolo (1988-89). 41.861567°N 12.653979°E
- Chiesa di Santa Maria Madre dell'Ospitalità, su via del Torraccio. Chiesa del XXI secolo (2007-09). 41.856207°N 12.650039°E

### Siti archeologici
- Cisterna romana detta Torraccio, su via delle due Torri. Cisterna dell'età imperiale. 41.853797°N 12.658502°E